# Virtua Cop 1 - 2 Pack
Virtua Cop 1 - 2 Pack (バーチャコップ１・２パック), Virtua Cop 1 · 2 Pack dans sa graphie originale, est une compilation de jeux vidéo d'action de type tir au pistolet sortie le 23 juillet 1998 exclusivement sur Saturn, uniquement au Japon,. Elle a été développée par Sega-AM2 et éditée par Sega. Elle fait partie de la série Virtua Cop.

## Contenu
La compilation est proposée dans un coffret comprenant un Virtua Gun noir, le pistolet de Sega pour la Saturn.
Les deux jeux suivants sont inclus :
- Virtua Cop ;
- Virtua Cop 2.

## Système de jeu
Les deux jeux fonctionnent de la même manière : le joueur doit tirer sur ses adversaires pour les désarmer ou les mettre hors d'état de nuire ; en outre, il doit éviter de tirer sur les civils, sous peine de perdre une vie. Pour recharger son arme, il doit pointer son Virtua Gun hors de l'écran et tirer. Un second joueur peut l'accompagner, ce qui a pour effet de voir le nombre d'adversaires augmenter.